# Censo argentino de 1970
El Censo Nacional de Población, Familias y Vivienda de 1970 fue un censo realizado el 30 de septiembre de ese año en la Argentina. El mismo tuvo lugar bajo la entonces presidencia de facto del general Roberto Marcelo Levingston. Fue el sexto censo del país, habiendo cumplido con la periodicidad de (por lo menos) 10 años establecida en el artículo 39 de la Constitución Nacional de 1853 (entre las atribuciones de la Cámara de Diputados). Fue el primer censo realizado por el INDEC.

## Resultados por provincias
A continuación se detalla las provincias más pobladas del país, en orden descendente.
| Provincia o Jurisdicción                                                      | Población     |
| ----------------------------------------------------------------------------- | ------------- |
| Buenos Aires                                                                  | (*) 8.774.529 |
| Ciudad de Buenos Aires                                                        | 2.972.453     |
| Sante Fe                                                                      | 2.135.583     |
| Córdoba                                                                       | 2.060.065     |
| Mendoza                                                                       | 973.075       |
| Entre Ríos                                                                    | 811.691       |
| Tucumán                                                                       | 765.962       |
| Chaco                                                                         | 566.613       |
| Corrientes                                                                    | 564.147       |
| Salta                                                                         | 509.803       |
| Santiago del Estero                                                           | 495.419       |
| Misiones                                                                      | 443.020       |
| San Juan                                                                      | 384.284       |
| Jujuy                                                                         | 302.436       |
| Río Negro                                                                     | 262.622       |
| Formosa                                                                       | 234.075       |
| Chubut                                                                        | 189.920       |
| San Luis                                                                      | 183.460       |
| Catamarca                                                                     | 172.323       |
| La Pampa                                                                      | 172.029       |
| Neuquén                                                                       | 154.470       |
| La Rioja                                                                      | 136.237       |
| Santa Cruz                                                                    | 84.457        |
| Territorio Nacional de Tierra del Fuego, Antártida e Islas del Atlántico Surd | 15.658        |
| TOTAL DE POBLACIÓN EN 1970                                                    | 23.364.431    |

(*) De los habitantes de Buenos Aires, 5.380.447 son correspondientes al Conglomerado Gran Buenos Aires.

### Ciudades con mayor población
Según los registros de 1970, las ciudades más pobladas fueron las siguientes:
1. Aglomerado Gran Buenos Aires (8 352 611 hab.)
2. Gran Rosario (806 942 hab.)
3. Gran Córdoba (792 925 hab,)
4. Gran La Plata (485 939 hab.)
5. Gran Mendoza (477 810 hab.)
6. Gran San Miguel de Tucumán (366 392 hab.)
7. Mar del Plata (302 282 hab.)
8. Gran Santa Fe (269 756 hab.)
9. Gran San Juan (222 601 hab.)
10. Salta (176 216 hab.)